# The Bowl
King George V Bowl (powszechnie znany jako The Bowl lub Bowl Stadium) – wielofunkcyjny stadion w Douglas na Wyspie Man, na którym odbywają się imprezy sportowe oraz koncerty. Jest obecnie używany głównie dla meczów piłki nożnej i służy jako domowa arena reprezentacji Wyspy Man w piłce nożnej.
W 2008 przedstawiono plany rozbudowy stadionu, które miały zwiększyć o połowę liczbę miejsc siedzących kosztem 2,5 miliona funtów. W 2011 zakończyła się kosztująca 3,3 miliona GBP modernizacja stadionu obejmująca instalację sztucznej murawy (zaaprobowanej przez FIFA oraz IRB), czterech osiemnastometrowych słupów oświetleniowych Philipsa o łącznej mocy 500 luksów oraz montaż 3000 siedzeń. Prócz głównego boiska infrastruktura stadionu obejmuje również dwa boiska treningowe oraz szatnie i toalety.
Obiekt był areną turnieju rugby 7 podczas Igrzysk Wspólnoty Narodów Młodzieży 2011.